# Coleonyx variegatus
Espèce
Synonymes
- Stenodactylus variegatus Baird, 1858
- Coleonyx variegatus slevini Klauber, 1945

Statut de conservation UICN

 LC  : Préoccupation mineure
Coleonyx variegatus est une espèce de geckos de la famille des Eublepharidae. Il est appelé Western Banded Gecko en anglais ce qui est parfois traduit en Gecko à bandes.

## Répartition
Cette espèce se rencontre en Californie, au Nevada, en Utah, en Arizona et au Nouveau-Mexique aux États-Unis et en Basse-Californie, en Basse-Californie du Sud et au Sonora au Mexique.
Son biotope naturel est la prairie, les zones semi-désertiques et désertiques.

## Description

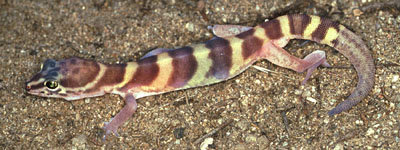
Coleonyx variegatus abbotti

C'est un gecko terrestre et nocturne. Il a un aspect relativement trapu, avec une queue assez épaisse.

## Alimentation
C'est un insectivore chassant la nuit les insectes et autres arthropodes passant à sa portée.

## Éthologie
Il vit dans les zones arides, se cachant de la chaleur et de la sécheresse diurne dans des crevasses.

## Liste des sous-espèces
Selon The Reptile Database (7 septembre 2012) :
- Coleonyx variegatus abbotti Klauber, 1945
- Coleonyx variegatus bogerti Klauber, 1945
- Coleonyx variegatus sonoriensis Klauber, 1945
- Coleonyx variegatus utahensis Klauber, 1945
- Coleonyx variegatus variegatus (Baird, 1858)

## Publications originales
- Baird, 1859 "1858" : Description of new genera and species of North American lizards in the museum of the Smithsonian Institution. Proceedings of the Academy of Natural Sciences of Philadelphia, vol. 10, p. 253-256 (texte intégral).
- Klauber, 1945 : The geckos of the genus Coleonyx with descriptions of new subspecies. Transactions of the San Diego Society of Natural History, vol. 10, n. 11, p. 133-216 (texte intégral).